# 巴倍虫科
巴倍虫科（学名：Babesiidae）也称巴贝斯科，是梨形虫目下的一个科。该科的原虫寄生家畜内引起梨形虫病。中国常见的有驽巴贝斯虫和马巴贝斯虫；双芽巴贝斯虫、牛巴贝斯虫和柯契卡巴贝斯虫。

## 下属分类
本科包括以下属：
- 巴倍虫属 Babesia Starcovivi, 1893
- Echinozoon Garnham, 1951